# Stuart Sutcliffe
Pour les articles homonymes, voir Sutcliffe.
Stuart Sutcliffe, né le 23 juin 1940 à Édimbourg et mort le 10 avril 1962 à Hambourg, est un peintre et musicien britannique d'origine écossaise, qui a été membre des Beatles en 1960 et 1961.

## Biographie
Stuart Fergusson Victor Sutcliffe, ami de John Lennon, qu'il rencontre à l'école d'Art de Liverpool, rejoint les Beatles en janvier 1960, à la basse. Stuart n'est pas réellement musicien et il ne se joint au groupe que parce qu'il a les moyens de s'acheter une basse (grâce à la vente de l'un de ses tableaux). En concert, il se produit quelquefois dos au public pour que personne ne s'aperçoive qu'il est débutant. Il arrive même que son instrument ne soit pas branché à un ampli, comme le raconte Sam Leach, organisateur de concerts à Liverpool au début des années 1960, dans son livre Les Beatles avant la gloire. Stu participe notamment à la tournée en Écosse pendant laquelle les Beatles accompagnent Johnny Gentle.
En août 1960, alors que les Beatles sont engagés à Hambourg par Bruno Koschmider, Sutcliffe rencontre Astrid Kirchherr et en tombe follement amoureux (dans l'une des lettres qu'il adresse à sa mère, il dit en parlant d'Astrid « Dieu que je l'aime »). Elle est à l'origine de la coupe des Beatles lorsqu'elle taille les cheveux de son amoureux et de Harrison dans le style parisien qui est populaire parmi les étudiants en beaux-arts de la ville. Paul McCartney et John Lennon adopteront cette coupe à Paris quelques mois plus tard lorsqu'ils demanderont à Jürgen Vollmer, un ami de Hambourg, de leur faire la même.
En janvier 1961, après un concert à Liverpool, le bassiste tombe dans un guet-apens, entouré de Teds qui lui assènent des coups de poing et même un coup de pied à la tête. Il est secouru par son groupe mais il est mal en point mais ne se rend pas à l'hôpital. Sutcliffe quitte le groupe au printemps pour se consacrer à ses études d'arts plastiques à Hambourg avec l'artiste Eduardo Paolozzi, mais surtout pour rester auprès de la femme qu'il aime. C'est désormais Paul McCartney qui officiera à la basse, Lennon et Harrison ne voulant pas quitter leur guitare.
Souffrant sporadiquement de terribles maux de tête, le 10 avril 1962, Stuart Sutcliffe meurt à 21 ans d'une hémorragie cérébrale, trois jours avant le retour des Beatles en Allemagne de l'Ouest. Il est impossible d'affirmer que sa mort ait été causée par la bagarre de janvier 1961 ou par une condition congénitale étant donné qu'enfant, celui-ci connaissait déjà des étourdissements et était plus petit que ses pairs. Les Beatles apprennent la nouvelle par Astrid, à leur arrivée à l'aéroport deux jours plus tard. John Lennon est très marqué par cette disparition et y fera allusion dans la chanson In My Life sur l'album Rubber Soul en 1965.
Les toiles de Stuart Sutcliffe sont reconnues comme excellentes par de nombreux experts. Sa collection, incluant des toiles et des lettres, entre autres, a été montée pendant des décennies par sa sœur Pauline, morte en 2019, et reprise Diane Vitale. La nouvelle administratrice de la succession l'a mise en vente en 2024.
Le film Backbeat : Cinq Garçons dans le vent, réalisé par Iain Softley et sorti en 1994, est consacré à Stuart Sutcliffe (interprété par Stephen Dorff) et ses relations avec Kirchherr et Lennon.